# زرد حلال ۱۲۴
حلال زرد۱۲۴ (به انگلیسی: Solvent Yellow 124) یک ترکیب شیمیایی با شناسه پاب‌کم ۱۱۸۱۷۰ است.